# Neruda utca (Kisoldal)
A Neruda utca (ulice Nerudova) a Kisoldali térről tart nyugat felé a Kisoldalban a prágai vár felé. A felső vége elágazik:
- a Ke Hradu utca a prágai várhoz vezet,
- az Úvoz pedig a Pohořelec utcáig és a Strahovi kolostorhoz visz.

A Hradzsin térrel és a Loreto utcával a Városház-lépcső köti össze.

## Története
1257-ben alakították ki, amikor II. Ottokár  hivatalosan is önálló településsé nyilvánította A Kisoldalt, és ebből az alkalomból rendezte a terepet. Akkoriban a strahovi kolostornál volt a vége: ott, ahol ma az Úvoz utca kezdődik. Része volt az egykori királyi útnak, amelyen a cseh királyok koronázási menete az Óvárosból  Károly-hídon át a várba ment. A 14. századtól a 17. századig a felső szakaszát Dlážděnínek, Na dlážděnínek, illetve Nad Strahovská branáunak hívták, az alsó részét pedig Strahovskának. A kocsik könnyebb felkapaszkodása érdekében a burkolatba szarufákat ágyaztak, amelyekről a 17-19. században fokozatosan Krovevní = Sparrengasse és egy rontott fordítással a Sporrengasse = Ostruhová sarkantyúgyártókról nevezték el. 1895-ben nevezték át mostani nevére az 1891-ben elhunyt Jan Neruda Ház a két naphoz „(U Dvou Slunců)”cseh nacionalista újságíró, író, költő és műkritikusról, a cseh realizmus egyik legjelentősebb képviselőjéről, aki életének egy hosszú szakaszában itt lakott. Az utca számos novellájának helyszíne.

## Jeles épületek
A polgárházak többsége középkori eredetű. Egykori boltíves, illetve gótikus stílusukra már csak a pincéik emlékeztetnek, mert az 1541-es tűzvész után reneszánsz stílusban rekonstruálták őket. Jellemzően festett gerendás mennyezetű, emeletes építmények, az újabb felújítások eredményeként késő barokk vagy klasszicista homlokzattal. A nagy barokk paloták építéséhez a korábban a helyükön állt házakat többnyire elbontották.
- 47/233: Ház a két naphoz „(U Dvou Slunců)”, Jan Neruda egykori lakhelye. Reneszánsz, 1690 előtt átépítették. Jan Neruda író emléktáblájával.
- 15/249 Kinsky-palota (Palác Kinských) — F. Lurag 1683 után újjáépítette,
- 5/256: Morzine palota (Morzinský palác), 1714-ből; román nagykövetség,
- Bretfeld-palota (Bretfeldovský palác),
- 1/258: Liechtenstein-palota 1/258, (Lichtenštejnský palác) az Előadóművészeti Akadémia székhelye; bejárata a Kisoldali tér felől,
- 4/206: Ház Az Arany Horgonyhoz és Ház a Három Aranyszarvashoz (U Zlaté kotvy, U Tří zlatých jelínkůtoletí) — a 18. századból,
- 6/207: Ház A Vörös sashoz (U Červeného orla) — középkori épület 18. századi homlokzattal,
- 12/210: Ház A Három Hegedűhöz (U Tří housliček) — avagy „Rabštejnský”
- 14/211: Valkounský-ház (Valkounský dům) — J. B. Santini 1705-ben vmegásárolta és újjáépítette. Homlokzata 1750 körül készült.
- 16/212: Ház Az Arany kehelyhez (U Zlaté číše) — Diesbach ötvös céhjegyével és barokk díszítéssel,
- 18/213: Ház Nepomuki Szent Jánoshoz ( U Sv. Jana Nepomuckého)
- 20/214 Thún-, illetve Kolowrat-palota (Thunovský či Kolovratský palác) — 1716–1721-ben épült Jan Blažej Santini-Aichel tervei alapján, Matthias Bernhard Braun szobraival. Ma az olasz nagykövetség székhelye.
- Az Örök Segítő Istenanya és Szent Kajetán temploma (Kostel P. Marie Matky ustavičné pomoci a sv. Kajetána) — 1691-ben épült, a feltételezések szerint Jean-Baptiste Mathey tervei alapján,
- 25/244: Szamár a bölcsőnél (U Osla v kolébce) — 1577 körül épült reneszánsz ház, barokk oldalszárnyakkal, 1706-ban újjáépítették, 1720-ban már mai formájában ábrázolják
- 28/217: Ház az Arany kerékhez (U Zlatého kola) — reneszánsz homlokzata 1790 körül épült,
- 29/242: Ház Bonapartéhoz (U Bonapartů),
- 31/241: Ház a Hét Csótányhoz (U Sedmi švábů) — 1723-ban épült,
- 32/219: Ház az Arany Patkóhoz (U Zlatého lva) — valószínűleg Ulrico Aostalli 1579 előtti tervei szerint, késő barokk homlokzattal,
- 36/221: Ház a Segítő Sűzanyához (U P. Marie Pomocné) — reneszánsz, 1729 előtti homlokzattal,
- 41/236: Ház a Vörös Oroszlánhoz (U Červeného lva) — 1726-ban újjáépítették,
- 43/225: Ház a Zöld Rákhoz (U Zeleného raka) —  gótikus, 1734-ben átépítették
- 45/234: Ház a Mély Pincéhez (U Hlubokého sklepa)
- 49/232: Ház a Fehér Hattyúhoz (U Bílé labutě) — barokk
- 51/231: Ház a Zöld Szarvashoz (U Zelený jelínek) — középkori. 1819-ben átépítették.

## Fordítás
Ez a szócikk részben vagy egészben  a   Nerudova című cseh Wikipédia-szócikk ezen változatának fordításán alapul.  Az eredeti cikk szerkesztőit annak laptörténete sorolja fel. Ez a jelzés csupán a megfogalmazás eredetét és a szerzői jogokat jelzi, nem szolgál a cikkben szereplő információk forrásmegjelöléseként.